# مونيك يانسن
مونيك يانسن (بالهولندية: Monique Jansen)‏ هي منافسة ألعاب القوى هولندية، ولدت في 3 أكتوبر 1978 في هاردرفايك في هولندا.

## وصلات خارجية
- مونيك يانسن على موقع الاتحاد الدولي لألعاب القوى (الإنجليزية)
- مونيك يانسن على موقع الدوري الماسي (الإنجليزية)
- مونيك يانسن على موقع اللجنة الأولمبية الدولية (الإنجليزية)
- مونيك يانسن على موقع أوليمبيديا (الإنجليزية)